# Ахмаджик
Ахмаджик или Ахматчево (на турски: Ahmetçe) е село в Източна Тракия, Турция, Вилает Лозенград.

## География
Селото се намира на 5 км северно от Лозенград.

## История
В XIX век Ахматчево е село в Лозенградска кааза на Одринския вилает на Османската империя. Според „Етнография на вилаетите Адрианопол, Монастир и Салоника“, издадена в Константинопол в 1878 година и отразяваща статистиката на населението от 1873 Ахматчево (Ahmatchevo) е село с 30 домакинства и 98 жители мюсюлмани.
Българското население на Ахмаджик се изселва след Междусъюзническата война в 1913 година.